# Punctulum
Punctulum là một chi ốc biển nhỏ, là động vật thân mềm chân bụng sống ở biển trong họ Rissoidae.

## Các loài
Các loài trong chi Punctulum gồm có:
- Punctulum delicatum Golikov & Sirenko, 1998[2]
- Punctulum ochotense Golikov & Sirenko, 1998[3]